# Émile Rousseaux
Emile Rousseaux, född 3 april 1961, är en belgisk volleybollspelare och tränare. 
Som spelare blev han belgisk mästare två gånger (1992 och 1993) och var den första belgiska volleybollspelare att bli proffs när han skrev kontrakt med Rembert Torhout.
Efter sin spelarkarriär har han fortsatt som tränare, både på klubbnivå och som förbundskapten för landslag. Han är sedan 2018 förbundskapten för Frankrikes damlandslag i volleyboll, vilket var hans första tränaruppdrag på damsidan. Tidigare har han tränat Axis Guibertin (2004-2008) och Knack Randstad Roeselare (2012-2018). Under tid mellan klubbtränaruppdragen arbetade han med de belgiska herrjuniorerna samt var assisterande tränare för Belgiens herrlandslag.
Emile är far till den belgiska volleybollandslagsspelaren Hélène Rousseaux.